# Gabinet Thorn-Vouel-Berg
El Gabinet Thorn-Vouel-Berg va formar el govern de Luxemburg del 15 de juny de 1974 al 16 de juliol de 1979. Va ser dirigit per, el nomenat després, primer ministre Gaston Thorn. Al llarg del gabinet, de Thorn el Partit Democràtics (DP) va formar una coalició amb el Partit Socialista dels Traballadors. Al començament, el viceprimer ministre va ser Raymond Vouel, però ho va deixar per prendre el càrrec de comissari europeu el 1976, i va ser reemplaçat per Bernard Berg.
El gabinet es va formar després de l'eleccions legislatives luxemburgueses de 1974, on el Partit Popular Social Cristià (CSV) va continuar sent majoritari, però sense una majoria d'escons per a la legislatura.

## Polítiques
El govern liberal-socialista va promulgar una reforma de les lleis de divorci, sobre l'avortament i el codi penal. El 1974, l'adulteri va ser despenalitzat. Les lleis de 6 de febrer de 1975 i 5 de desembre de 1978 van permetre el divorci per consentiment mutu. La llei del 15 de novembre de 1978 va legalitzar l'avortament, sobre la vehement oposició dels diputats de la CSV, que van expressar la seva preocupació per la vida per néixer. El 1979, la pena de mort va ser abolida formalment.
Per preservar un nivell de pluralisme a la premsa, el govern va introduir subsidis directes per als diaris. La fórmula per calcular això era avantatjós per a publicacions amb un petit nombre de lectors, i compensada fins a un cert punt el creixent èxit comercial de la principal premsa diària, el Luxemburger Wort, a prop de la CSV.
El govern es va veure obligat a abandonar dos projectes d'infraestructura a gran escala davant l'oposició popular. El 1977, es van cancel·lar plans per a una planta d'energia nuclear a Remerschen. Aquest projecte havia estat criticat pel moviment antinuclear, en el context de l'accident de Three Mile Island als Estats Units. Un altre projecte que va causar controvèrsia va ser el del «Centre 300», una llar prevista per al Parlament Europeu, dissenyada per l'arquitecte francès Taillibert.

### Política económica
L'inici del nou govern va coincidir amb el començament de la crisi econòmica. Des de finals de 1974, els preus i les exportacions en el sector de l'acer s'havien anat enfonsant. El valor de la producció d'acer va baixar un 33% el 1975, i el PIB va disminuir un 6.1%. A la fi de 1975, la inflació va pujar per damunt de 10%. Tanmateix, aquesta vegada no era més que un reajustament del mercat, però la crisi era de caràcter estructural. El descens de la producció d'acer va resultar permanent i irreversible. De 1974 a 1992, la producció es va reduir en més d'un 50%, passant de 6,4 a 3,07 milions de tones. Durant el mateix període, ARBED va retallar els seus treballadors més de dos terços, de 27.000 a 8.100. El paper del govern Thorn, i els governs posteriors, consistiria en la gestió de la crisi per evitar acomiadaments massius, i per guiar la transició cap a una economia postindustrial.
El juliol de 1975, el govern va introduir una llei que permetia prendre mesures per evitar acomiadaments i per assegurar la plena ocupació.

## Composició

### 15 de juny de 1974 a 21 de juliol de 1976
| Nom   | Nom             | Partit | Càrrec |
| ----- | --------------- | ------ | --- |
|       | Gaston Thorn    | DP     | Primer Ministre Ministre d'Afers Exteriors Ministre d'Educació Física i Esports                                      |
|       | Raymond Vouel   | LSAP   | Viceprimer Ministre Ministre de Finances                                                                             |
|       | Marcel Mart     | DP     | Minister d'Economia i Comerç Exterior Ministre de Classe Mitjana i Turisme Ministre de Transports Ministre d'Energia |
|       | Émile Krieps    | DP     | Ministre de Medi Ambient Ministre de Servei Civil Ministre de la Força Pública                                       |
|       | Joseph Wohlfart | LSAP   | Ministre de l'Interior                                                                                               |
|       | Robert Krieps   | LSAP   | Ministre d'Educació Nacional Ministre de Justícia Ministre de Cultura                                                |
|       | Jean Hamilius   | DP     | Ministre d'Agricultura i Viticultura Ministre d'Obres Públiques                                                      |
|       | Bernard Berg    | LSAP   | Ministre de Treball i Seguretat Social Ministre de Família, Habitatge Social i Solidaritat Social                    |
|       | Albert Berchem  | DP     | Secretari d'Estat d'Agricultura iViticultura                                                                         |
|       | Guy Linster     | LSAP   | Secretari d'Estat d'Educació Nacional                                                                                |
|       | Maurice Thoss   | LSAP   | Secretari d'Estat de Treball i Seguretat Social Secretari d'Estat de Família, Habitatge Social i Solidaritat Social  |
| Font: |                 |        | |

### 21 de juliol de 1976 a 16 de setembre de 1977
| Nom   | Nom             | Partit | Càrrec |
| ----- | --------------- | ------ | --- |
|       | Gaston Thorn    | DP     | Primer Ministre Ministre d'Afers Exteriors Ministre d'Educació Física i Esports                                       |
|       | Bernard Berg    | LSAP   | Viceprimer Ministre Ministre de Treball i Seguretat Social Ministre de Família, Habitatge Social i Solidaritat Social |
|       | Marcel Mart     | DP     | Minister d'Economia i Comerç Exterior Ministre de Classe Mitjana i Turisme Ministre d'Energia                         |
|       | Émile Krieps    | DP     | Ministre de Medi Ambient Ministre de Servei Civil Ministre de la Força Pública                                        |
|       | Joseph Wohlfart | LSAP   | Ministre de l'Interior                                                                                                |
|       | Robert Krieps   | LSAP   | Ministre d'Educació Nacional Ministre de Justícia Ministre de Cultura                                                 |
|       | Jean Hamilius   | DP     | Ministre d'Agricultura i Viticultura Ministre d'Obres Públiques                                                       |
|       | Jacques Poos    | LSAP   | Ministre de Finances                                                                                                  |
|       | Albert Berchem  | DP     | Secretari d'Estat d'Agricultura iViticultura                                                                          |
|       | Guy Linster     | LSAP   | Secretari d'Estat d'Educació Nacional                                                                                 |
|       | Maurice Thoss   | LSAP   | Secretari d'Estat de Treball i Seguretat Social Secretari d'Estat de Família, Habitatge Social i Solidaritat Social   |
| Font: |                 |        | |

### 16 de setembre de 1977 a 16 de juliol de 1979
| Nom   | Nom             | Partit | Càrrec |
| ----- | --------------- | ------ | --- |
|       | Gaston Thorn    | DP     | Primer Ministre Ministre d'Afers Exteriors Ministre d'Economia Nacional i Classe Mitjana                              |
|       | Bernard Berg    | LSAP   | Viceprimer Ministre Ministre de Treball i Seguretat Social Ministre de Família, Habitatge Social i Solidaritat Social |
|       | Émile Krieps    | DP     | Ministre de Salut Pública Ministre de Servei Civil Ministre de la Força Pública Ministre d'Educació Física i Esports  |
|       | Joseph Wohlfart | LSAP   | Ministre de l'Interior                                                                                                |
|       | Robert Krieps   | LSAP   | Ministre d'Educació Nacional Ministre de Justícia Ministre de Cultura                                                 |
|       | Jean Hamilius   | DP     | Ministre d'Agricultura i Viticultura Ministre d'Obres Públiques                                                       |
|       | Jacques Poos    | LSAP   | Ministre de Finances                                                                                                  |
|       | Josy Barthel    | DP     | Ministre de Transports Ministre d'Energia Ministre de Medi Ambient i Turisme                                          |
|       | Albert Berchem  | DP     | Secretari d'Estat d'Agricultura i Viticultura                                                                         |
|       | Guy Linster     | LSAP   | Secretari d'Estat d'Educació Nacional                                                                                 |
|       | Maurice Thoss   | LSAP   | Secretari d'Estat de Treball i Seguretat Social Secretari d'Estat de Família, Habitatge Social i Solidaritat Social   |
| Font: |                 |        | |